# Pygolampis bidentata
Pygolampis bidentata är en insektsart som först beskrevs av Johann August Ephraim Goeze 1778.  Pygolampis bidentata ingår i släktet Pygolampis och familjen rovskinnbaggar. Enligt den finländska rödlistan är arten otillräckligt studerad i Finland. Arten är reproducerande i Sverige. Artens livsmiljö är torra gräsmarker. Inga underarter finns listade i Catalogue of Life.